# Spiranthes
Spiranthes es un género de orquídeas terrestres de la subclase Liliidae de la familia de las Orchidaceae. Se caracterizan por tener la inflorescencia en espiral.

## Descripción
Son tubérculos fusiformes o elipsoideos. Tallos fértiles con hojas bien desarrolladas o bracteiformes. Flores en espiga densa, dispuestas en 1 o 2 filas espiraladas. Tépalos subiguales; los dos externos laterales libres, dispuestos hacia la parte inferior; los dos internos y el externo superior conniventes. Flores olorosas, arqueadas. Labelo ligeramente más grande que los tépalos externos; sin espolón. Ovario curvado. Ginostemo con el rostelo bífido, con un retináculo único y sin bursículas, situado entre los dos lóbulos. Anteras situadas detrás del rostelo.

## Etimología
Spiranthes deriva del griego "spir"= enrollarse y de "anthes"= flores.

## Hábitat
El área de distribución de estas orquídeas principalmente en el Norte de América. En la zona Euroasiática se conocen solamente 3 especies.

## Descripción
Orquídeas de  flores blancas pequeñas casi tubulares.

## Especies Spiranthes
- Spiranthes acaulis
- Spiranthes aestivalis  (Poiret) L. C. M. Richard Espirante de Verano. Mediterráneo Norte.
- Spiranthes amoena
- Spiranthes brevilabris  Trenzas de damas Texas a Florida.
- Spiranthes casei   Catling & Cruise. Trenzas de damas de Case.
- Spiranthes cernua  Trenzas de damas nudosa EE. UU.
  -  Spiranthes cernua var. lacera Trenzas de damas Norte de EE. UU.
- Spiranthes cinnabarina  (Llave & Lex.) Hemsl.
- Spiranthes delitescens
- Spiranthes diluvialis  especie amenazada Washington (EE. UU.).
- Spiranthes eatonii  Ames ex PM Brown.
- Spiranthes laciniata
- Spiranthes lancea
- Spiranthes lucida  (H.H.Eaton) Ames Trenzas de damas luminosa EE. UU.
- Spiranthes magnicamporum  Grandes praderas EE. UU.
- Spiranthes odorata  Florida central.
- Spiranthes ovalis  Lindl.
- Spiranthes parksii  Texas
- Spiranthes porrifolia  Washington (EE. UU.).
- Spiranthes praecox
- Spiranthes romanzoffiana  Trenzas de damas moñuda. EE. UU.
- Spiranthes sinensis   (Pers.) Ames Australia
- Spiranthes speciosa
- Spiranthes spiralis  (L.) Chevall. Espirante de Otoño. Mediterráneo Norte.
- Spiranthes tuberosa  Trenzas de damas Míchigan (EE. UU.)
- Spiranthes vernalis  Trenzas de damas. Este de EE. UU.
- Spiranthes weberbaueri